# Vrstva v zářivé rovnováze
Vrstva v zářivé rovnováze nebo oblast zářivé rovnováhy je vnitřní část Slunce nebo jiné hvězdy, která leží mezi jádrem a konvektivní vrstvou. Rozprostírá se ve vzdálenosti od 175 tisíc až do 490 tisíc kilometrů od středu Slunce. Její teplota je v rozsahu přibližně 7 – 2 miliony Kelvinů. Je tvořena slunečním plazmatem.
V této části Slunce už není teplota a tlak dostačující na to, aby docházelo k termojaderným reakcím. V této oblasti už žádné záření nevzniká, ale přenáší se od jádra směrem k povrchu Slunce. Tento přenos energie je velmi pomalý. Navzdory tomu, že se fotony pohybují rychlostí světla, jsou neustále absorbovány a emitovány okolní hmotou. Proto trvá tisíce až miliony let, než touto oblastí projdou. Neustálým pohlcováním a absorbováním zároveň klesá jejich vlnová délka. Do vrstvy zářivé rovnováhy všechny fotony vstupují ve formě záření gama, ale jen velmi málo se jich ve formě gama záření „protlačí“ až na povrch. Ostatní se v průběhu přechodu touto vrstvou změní na rentgenové záření, ultrafialové záření, světlo, infračervené záření anebo rádiové záření. Energie, kterou tyto fotony ztrácejí, se mění na tepelnou energii částic vrstvy zářivé rovnováhy. Množství energie obsažené v této vrstvě je tak veliké, že kdyby termojaderné reakce naráz přestaly, Slunce by zůstalo svítit ještě několik milionů let.
Hustota na dně této vrstvy je 20 g/cm3, na horní hranici je to asi 0,2 g/cm3.